# Valeriana eichleriana
Valeriana eichleriana är en kaprifolväxtart som först beskrevs av C. A. Muell., och fick sitt nu gällande namn av Karl Otto Robert Peter Paul Graebner. Valeriana eichleriana ingår i släktet vänderötter, och familjen kaprifolväxter. Inga underarter finns listade i Catalogue of Life.